# Васкес, Луис Исмаэль
Луи́с Исмаэ́ль Ва́скес (исп. Luis Ismael Vázquez; род. 14 января 2001, Рекрео) — аргентинский футболист, нападающий клуба «Андерлехт».

## Клубная карьера
Васкес — воспитанник клуба «Патронато». 13 марта 2019 года в поединке Кубка Аргентины против «Док-Суд» он дебютировал за основной состав. Летом 2019 года Васкес перешёл в «Бока Хуниорс», где сначала для получения игровой практики выступал за молодёжную команду. 27 декабря 2020 года в матче против «Уракана» он дебютировал в аргентинской Примере. 22 августа 2021 года в поединке против своего бывшего клуба «Патронато» Луис забил свой первый гол за «Бока Хуниорс». 